# Curling la Jocurile Olimpice
Curling-ul a fost inclus în programul olimpic la Jocurile Olimpice de iarnă din 1924 de la Chamonix, apoi a fost probă demonstrativă la edițiile din 1932, 1988 și 1992. Începând cu Jocurile Olimpice de iarnă din 1998 de la Nagano a fost inclus din nou în programul oficial.

## Clasament pe medalii
Actualizat după Jocurile Olimpice de iarnă din 2014.
| Loc   | Țară                             | Aur | Argint | Bronz | Total |
| ----- | -------------------------------- | --- | ------ | ----- | ----- |
| 1     | Canada (CAN)                     | 5   | 3      | 2     | 10    |
| 2     | Suedia (SWE)                     | 2   | 3*     | 2     | 7*    |
| 3     | Marea Britanie (GBR)             | 2   | 1      | 1     | 4     |
| 4     | Elveția (SUI)                    | 1   | 2      | 2     | 5     |
| 5     | Norvegia (NOR)                   | 1   | 1      | 1     | 3     |
| 6     | Danemarca (DEN)                  | 0   | 1      | 0     | 1     |
| 6     | Finlanda (FIN)                   | 0   | 1      | 0     | 1     |
| 8     | China (CHN)                      | 0   | 0      | 1     | 1     |
| 8     | Franța (FRA)                     | 0   | 0      | 1     | 1     |
| 8     | Statele Unite ale Americii (USA) | 0   | 0      | 1     | 1     |
| Total | Total                            | 11  | 12     | 11    | 34    |

(*) Două echipe suedeze au primit fiecare o medalie de argint.

## Sportivii cei mai medaliați
| Sportiv          | Țară   | Ediții     | Aur | Argint | Bronz | Total |
| Cathrine Lindahl | Suedia | 2006, 2010 | 2   | 0      | 0     | 2     |
| Eva Lund         | Suedia | 2006, 2010 | 2   | 0      | 0     | 2     |
| Anette Norberg   | Suedia | 2006, 2010 | 2   | 0      | 0     | 2     |
| Anna Svärd       | Suedia | 2006, 2010 | 2   | 0      | 0     | 2     |